# Bernard Mandeville (peintre)
Pour les articles homonymes, voir Mandeville et Bernard Mandeville.
 (septembre 2016).
Bernard Mandeville, né le 16 novembre 1921 à Rouen (Seine-Inférieure) et mort le 21 octobre 2000 à Paris, est un peintre, collagiste, illustrateur et lithographe français.

## Biographie
Le parcours artistique Bernard Mandeville débute en 1935. Ses grands-parents, qui ont une boutique dans le centre-ville de Rouen, exposent dans la vitrine une peinture de leur petit-fils. Un prix de Rome[Lequel ?] qui passe par là est intrigué et entre en disant « Vous avez là un très joli Delattre dans votre vitrine. » Les grands-parents ont à cet instant la confirmation que Bernard, si jeune, a déjà beaucoup de talent.
Avec cette vocation précoce, Mandeville, séduit par les gris tendres et les paysages brumeux de sa ville natale, commence alors à peindre des vues de la Seine et de son port dans un style proche de celui de Joseph Delattre et dans la lignée des peintres de l’École de Rouen.
En 1940, durant la Seconde Guerre mondiale, pour échapper au STO, le peintre doit fuir et gagne le Massif central. Il prend alors le nom de Leforestier. Séduit par le paysage et par une Auvergnate, il s'installe à Clermont-Ferrand en 1948. Au contact de l'Auvergne, la peinture de Mandeville se structure. La palette s'assombrit, le peintre privilégie les tons ocre et bruns. Sa vision se simplifie. Il abandonne la figuration en 1958, juste après son exposition à la galerie André Weil à Paris. L'abstraction commence son chemin. Dès lors, son travail s'inscrit dans le sillage de Nicolas de Staël.
En 1962, il rencontre le peintre Slobodan Jevtic avec lequel il entame une collaboration, en particulier pour la réalisation de sculptures et de fontaines.
En 1968, Bernard Mandeville installe son atelier à Paris au no 117 de la rue Notre-Dame-des-Champs, à côté de celui du sculpteur Georges Nadal.

De l'examen des roches et de leur réalité, qui dure deux décennies, de 1960 à 1970, il exprime la vie et trouve sa voie dans l'abstraction. Grâce à ses attaches à Clermont-Ferrand, il participe en 1967 au prix des Volcans et remporte celui-ci en catégorie peinture. Alexandre Vialatte, membre du jury, écrit : 

« Bernard Mandeville expose des coquillages astraux et des huîtres métaphysiques, des fossiles conchyliologiques qu’on ne trouvera dans la lune que dans cinq ou six ans […] Bernard Mandeville est l’écailler de la science-fiction. »

À Genève, il présente ses nouvelles compositions de décembre 1973 à janvier 1974. Du 16 octobre au 31 octobre 1976, Mandeville fait l'objet d'une exposition au musée des arts de Randers au Danemark. C'est ensuite Karen Gulden qui dirige une exposition au Vivarois à Paris en 1986 dans laquelle Mandeville expose plusieurs de ses œuvres.
Mandeville entretient avec la littérature et surtout la poésie une relation étroite. « Est-ce qu'il y a un poème ce matin ? » Cette question, le peintre l'a souvent posée durant les années 1976 et 1977, est une idée de Jean-Yves Montagu, poète, journaliste et voisin, qui aime la peinture de Mandeville et écrit pour lui un poème inspiré par ses œuvres picturales. Il suggère l’idée de proposer à d’autres poètes le même exercice. Ainsi se succèdent dans l’atelier de la rue Notre-Dame-des-Champs Serge Brindeau, Roger Caillois, Julio Cortázar, Pierre Dalle Nogare, Jean Dubacq, Eugène Guillevic, Jean L'Anselme, André Laude, Édouard J. Maunick, Jean Orizet, Jacques Rancourt, Salah Stétié et beaucoup d'autres. Il résulte de ces rencontres un livre, Bernard Mandeville illustré par quarante-deux poètes (1978). Le titre et la préface sont de Luc Berimont qui écrit : « Peintres et poètes ont pour carrefour commun le carrefour de l’œil, l'image fulgure et calcine […]. Tous ont en commun d'avoir vu Mandeville, qui passe le premier, levant la paupière des pierres. Les autres — accordent au jeu conjuguant leur vision à la sienne. »
C'est à l'occasion de ce livre et grâce à un ami commun que Bernard Mandeville rencontre Eugène Guillevic. Ce dernier est séduit par l'aspect minéral de la peinture. Il aime ces collages : « Plus ou moins de couleur / de champs labourés. / On ne sait d’où ils sont venus / Mais qui ont rapport / Avec la terre, / Avec son grain et son espace[réf. nécessaire]. »
De son côté, le peintre apprécie le dépouillement de la poésie de Guillevic. Il est fasciné par ses poèmes si brefs, ses mots simples qui, comme l’écrit René Bertelet, « lui suffisent pour faire sentir un état d’âme, évoquer un drame, ou nous plonger brusquement dans un monde de violence et de cruauté où les objets et les êtres trahissent enfin, par un geste ou par une parole, le mystère menaçant de leur présence[réf. nécessaire]. »
L’itinéraire poétique de Bernard Mandeville se poursuit au Portugal où, en 1982, une exposition « Poésie-Peinture » organisée par la Fondation Calouste-Gulbenkian à Lisbonne l'associe à Guillevic. Celui-ci consacre à l'univers du peintre vingt-six poèmes. Il revient sur les attaches de Mandeville avec la terre : « Il n'est pas / Tout à fait libre / D’élire les éléments / Et de les combiner / Il est trop intègre / A la vieille Terre[réf. nécessaire]. »
Au moment de cette exposition, la peinture de Mandeville est en pleine évolution. Ses collages sur buvard, qui évoquaient les difficiles gestations de mondes nouveaux se sont simplifiés. Les toiles s'éclairent. Des formes plus géométriques apparaissent. Le poète sait déceler cette aspiration et la rigueur. Il sait voir l’équilibre et la construction de ces toiles tourmentées et constate : « Il est comme d'autres fabricateur / d'univers, / Avide à la fois / D'ordre et de grouillement. / On pourrait dire / Que ça grouille d'ordre[réf. nécessaire]. »
L'univers actuel du peintre lui paraît inquiétant : « Dans cette planète / En voie de toute réalité de se trouver, / La sécurité / N'est pas assurée. / On y serait / souvent en sur plomb/ Au-dessus d'abimes / Prometteurs / De très longues chutes, / Probablement / Sur des pointes[réf. nécessaire]. »
Pourtant, Guillevic pressent la sérénité qui va bientôt régner dans l’œuvre du peintre et le poème final évoque cet apaisement : « L'eau fait a peine / Son apparition, / Commence a s'infiltrer, / A se superposer. / C'est déjà l'annonce du coucou, / De tous les accouplements. / Pour un peu, / L'arc-en-ciel viendrait / Saluer la première / Libellule[réf. nécessaire]. »
Dans l'univers tourmenté du peintre, Guillevic constate une absence : « Pas de blé, / Pas d'oiseau / Pas encore? / Des poissons paraissent en voie de se déclarer[réf. nécessaire]. »
Mandeville rêvait depuis longtemps d'illustrer un bestiaire, Guillevic lui donnera trente quatrains qui vont du drame, comme la mort du putois : « Le putois s'est pris au piège / Et le paysan l'a pris. / Il y avait de la neige, / Peut-être il y eut un cri », au jeu de mots dédiés à la mite : « Qui te dit Bête / Ment / tu n'est qu'un embêté- / Ment[réf. nécessaire]. »
À cette époque, le peintre est loin de toute figuration, même surréaliste. Il construit pour ces bêtes des espaces clairs, dépouillés où oiseaux et papillons peuvent s’ébattre en toute liberté. Tout se passe comme si la rigueur, la simplicité de Guillevic avait influence le peintre. Mandeville en plaisante volontiers et lui a plusieurs fois déclaré : « À force de te lire, je suis arrivé à être plus simple que toi[réf. nécessaire]. »
Après des bêtes, Mandeville illustrera Sistre séduit par la férocité allègre du texte. « Ce n'est quand même pas / Pour après ma mort / Que j'ai gardé mes canines », écrit Guillevic.
À ces textes percutant répondent les lithographies de Mandeville, des œuvres aux teintes bistre et marron fonce, construites, précises, implacables elles-aussi. Des poèmes de Guillevic, Jean Follain constate qu'ils « nous délivrent avant tout : ce seul fait d’être et de vouloir durer que manifestent en une étroite communion le minéral, la plante, la bête et aussi bien l'homme dans l'instant où celui-ci s'oublie jusqu'à ne plus revendiquer sa facile royauté. Il semble que ce que Guillevic recherche soit la réconciliation des trois signes en lesquels circule sous des revêtements divers une magnifique et tragique vie unique[réf. nécessaire]. »
Ce sentiment, qu'il existe un lien étroit entre la pierre, l'arbre et l'homme, est partagé par le peintre. Lui qui aime rappeler à ses contemporains, tente de se prendre au sérieux, que « l'homme n'est qu'un ensemble biologique en survie »[réf. nécessaire], ne pouvait qu’être séduit par cet aspect de l’œuvre.
L'un des poèmes qu'il préfère et qu'il a illustré est celui que Guillevic envoya a ses amis en guise de vœux pour le nouvel an 1992 : « « Arbres que l'hiver / A dénudés, / Je vous admire / De rester debout dans le froid, / De faire avec le sol / Cet angle droit / Que j'essaie, moi, / De faire avec le temps[réf. nécessaire]. »
Presque insensiblement, sa peinture glisse au travers d'une étape de collages déchirés vers une abstraction géométrique parfaite qu'il atteint en 1981. « Ionisme » de ces formes pures, équilibrées, beiges, brunes et noires, elles se dressent comme les pièces nécessaires d'architectures inutiles.
Mandeville est inhumé au cimetière du Montparnasse à Paris.

### Réception critique
M. Galerneau définira son œuvre en ces termes : 

« Maître du collage, il a donné au papier le plus commun le statut d'un médium plastique. Du buvard, de l'aquarelle, une mince ligne qui a la force d'un coup d'archet. »

## Œuvres dans l'espace public

### Œuvres dans les collections publiques
- En France
  - Paris : collections municipales :
    - Aérolithes, huile & papiers collés sur isorel, achat à l'artiste en 1969
    - Scolopendre, achat à l'artiste en 1969

  - Puteaux : Centre national des arts plastiques :
    - Magma I, huile sur toile achetée à l'artiste en 1971, en dépôt au Secrétariat d'Etat chargé de la Jeunesse et des Sports, Paris
    - Le portrait d'Ulysse, 1973, collage technique mixte acheté à l'artiste en 1976
    - L'enjeu chiffré Présence des Morts, 1984, achat à l'artiste au Salon Comparaisons, en dépôt depuis 1999 à l'Ambassade de France à Séoul

- Au Portugal
  - Lisbonne : Fundação Calouste Gulbenkian :
    - Les Hôtels Tristes du Lac Leman, 1981,  huile et collages sur toile, achat à l'artiste en 1982 à la suite de l'exposition « Poesia-Pintura »

### Œuvres architecturales
- En France
  - Clermont-Ferrand, salle de lecture de la bibliothèque de la faculté mixte de médecine et de pharmacie : fresque en assemblage, 1967, 2,60 × 14 m (5 000 morceaux juxtaposés sur près de 36 m2)
  - Brioude, la chapelle de la Borie Darles : vitraux en Altuglas (signature sur l'un des vitraux), 1968, 300 m2
  - Asnières-sur-Seine (Hauts-de-Seine) : décoration de l'école maternelle Mourinoux en 1969
  - La Flèche (Sarthe), C.E.S. : composition murale, 1970, mur de béton blanc et vitraux en méthacrylate de méthyle, 3 × 6 m
  - Hérouville-Saint-Clair (Calvados), groupe scolaire Daniel Auber : fontaine, 1973, fresque en lave émaillée (4 x 3 m sur pignon)
- Au Danemark
  - Frederikshavn, Alpha Diesel : fresque, 1978

## Autres travaux

### Œuvres architecturales
- Volvic (Puy-de-Dôme) : réalisation de vitraux dans une villa en 1969
- Paris, Adam Montparnasse (magasin de référence pour les beaux-arts et arts appliqués) : réalisation d'un vitrail en 1971
- Paris, magasin Cartier Champs-Elysées : réalisation d'une cloison vitrail de 12 m² en 1971
- Paris, avenue d'Alésia : décoration en mosaïque d'une entrée d'immeuble 16 x 12 m en 1972

### Illustration de livres
- Eugène Guillevic, Arbres que l'hiver, avec 1 lithographie de Bernard Mandeville, tiré à 45 ex., Ed. Altamira, 1992

- Eugène Guillevic, Mandeville, avec 6 lithographies de Bernard Mandeville, tiré à 50 ex., Ed. Il Salice, Locarno, 1989

- Eugène Guillevic, Sistre, avec 2 lithographies de Bernard Mandeville, Cléry-Saint-André, éd. du Palimpseste (Jean-Jacques Sergent), 1988, tiré à 65 ex.  (ISBN 2-904781-07-2)
- Serge Brindeau, Spécial Serge Brindeau, n° 14/15, Ed. La Sape, 1980
- Pierre Dalle Nogare, Et personne toujours ne réincarne la mort n° 40/41, Ed. Verticales 12, 1979
- Jean-Vincent Verdonnet, La Faille où la mémoire hiverne , Ed. Saint-Germain-des-Prés, 1979
- Jean-Marc Debenedetti, Rictuels (couverture), Ed. Saint-Germain-des-Prés, 1976

### Presse
- Françoise Monin, « La peinture tranquille », Artension, 1990